# Baeocera vagans
Espèce
Baeocera vagans est une espèce de coléoptères de la famille des Staphylinidae et de la sous-famille des Scaphidiinae.

## Répartition et habitat
Cette espèce est décrite de Côte d'Ivoire.